# Блестящегрудый усач
Блестящегрудый усач, или толстоусый усач, или дровосек еловый (лат. Tetropium castaneum) — вид жуков семейства усачей.

## Описание
Чёрного цвета с красновато-бурыми надкрыльями и красновато-жёлтыми ногами и усиками 10—16 мм длины.
Встречается в средней Европе, в северной и средней России, в Крыму и во всей Сибири. Самки, летающие в июне, откладывают яйца на старые ели, реже на сосны и лиственницы (или на недавно срубленные стволы или на здоровые деревья). Личинки делают ходы сначала под корой, а затем в древесине и окукливаются следующей весной. Голова белых личинок — сердцевидная, верхняя губа полукруглая, верхние челюсти с 2 зубцами, глаз нет, все тело личинок покрыто короткими волосками.
Этот жук один из самых вредных для хвойных лесов, так как пораженные им деревья отмирают очень быстро; для уничтожения его выкладываются ловчие деревья, кора которых сжигается, пока личинки еще не успели углубиться в древесину. Вред от жука был замечен в Германии и в России (Московская, Владимирская, Симбирская губ.).